# Damen med hermelinen
Damen med Hermelinen er et maleri af Leonardo da Vinci. Det er i olie på træ mellem 1485 og 1490. Det forestiller en fornem dame, som bærer på en hermelin. Det måler 54,8 x 40,3 cm. Kvinden er Cecilia Gallerani, der var hertugen af Milano Lodovico Sforzas elskerinde. Maleriet er ét af fire kvindeportrætter, som Leonardo udførte. De andre tre er Mona Lisa, portrættet af Ginevra de' Benci og La Belle Ferronière. Til trods for at billedet har lidt megen overlast er det i en bedre tilstand end de fleste andre af Leonardos billeder.
En dør i baggrunden har været overmalet, et gennemsigtigt slør på kvindens hoved blev omskabt til en fornem frisure og adskillige af fingrene er blevet voldsomt retoucheret – 
Maleriet har haft en omtumlet skæbne. Det er nu på Czartoryski-museet i Kraków.